# (5437) 1990 DU3
Az (5437) 1990 DU3 a Naprendszer kisbolygóövében található aszteroida. Henri Debehogne fedezte fel 1990. február 26-án.